# Čagytaj
Il Čagytaj (in russo Чагытай?, anche Джагытай-Куль; In lingua tuvana: Чагытай хөл) è un lago della Russia, situato nel Tandinskij kožuun della Repubblica di Tuva.
È il lago d'acqua dolce più profondo e più grande del bacino di Tuva, si trova ai piedi del versante settentrionale della parte orientale dei monti Tannu-Ola ad un'altitudine di 1005 m sul livello del mare. La superficie è di 28,6 km². L'area del bacino idrografico è di 184 km². Appartiene al bacino del Malyj Enisej.